# Walther Lingens
Walther Lingens (geboren 14. März 1882 in Aachen; gestorben 28. Januar 1940 in Düsseldorf) war ein preußischer Verwaltungsbeamter und von 1932 bis 1935 Polizeipräsident von Köln.

## Leben

### Herkunft und Ausbildung
Walther Lingens war der Sohn des Aachener Tuchfabrikanten Heinrich Lingens (1840–1912) und dessen Ehefrau Adelheid Maria Hubertine Lingens, geborene Bischoff (1856–1904). Nach dem Besuch von Gymnasien in seiner Heimatstadt sowie in Düsseldorf, gehörte er von 1902 bis zum 31. Mai 1920 als aktiver Offizier dem preußischen Heer an, aus dem er als Major ausschied. Von 1914 bis 1918 war er dabei Teilnehmer des Ersten Weltkriegs.
Walther Lingens war Träger des Eisernen Kreuzes I. Klasse und des Hohenzollernschen Hausordens mit Schwertern.

### Werdegang
Nach seinem Abschied aus dem preußischen Militärdienst wurde Lingens zum 1. Juli 1920 in den Zolldienst übernommen. Mit seiner Ernennung zum Polizeimajor am 15. April 1921 wechselte er zunächst an das Oberpräsidium Hannover, bevor er als Führer die Bereitschaftsabteilung Köln übernahm und schließlich Kommandeur der Schutzpolizei Aachen wurde. 1923 durch die Interallierte Rheinlandkommission ausgewiesen wurde Lingens schließlich im Januar 1925 die Stelle des Organisationsreferenten für die preußische Schutzpolizei im preußischen Innenministerium übertragen. Es schlossen sich Beförderungen zum Polizeioberstwachtmeister (Mai 1925), Polizeioberst (1. Januar 1927) und Führer der Schutzpolizei (2. März 1932) in Essen an, wobei er letztere Stelle nicht antrat sowie noch im selben Jahr zum Polizeikommandeur.

### Polizeipräsident in Köln
Nur acht Tage nachdem der bisherige Kölner Polizeipräsident Otto Bauknecht am 20. Juli 1932 als Konsequenz aus dem Preußenschlag in den einstweiligen Ruhestand versetzt worden war, trat Lingens am 28. Juli mit seiner Amtseinführung und kommissarischen Ernennung dessen Nachfolge an. Seine endgültige Ernennung folgte am 4. Oktober 1932. Lingens besetzte die Stelle nur bis Juli 1935, als er selbst zum Landesgruppenführer Rheinland des Reichsluftschutzbundes ernannt und der SA-Brigadeführer Walter Hoevel am 30. Juli 1935 kommissarisch mit seiner Nachfolge betraut wurde. Lingens letzte Dienststationen waren Berlin, wo er ab 2. März 1936 kommissarisch Beschäftigung im preußischen Innenministerium fand und nachfolgend mit seiner Versetzung am 20. Juli 1937 die Regierung Düsseldorf. Bereits am 9. August 1939 erhielt Lingens die Mitteilung, dass er sich im Falle der Mobilmachung des Regierungspräsidenten Düsseldorf zur Verfügung stellen soll. Mit Kriegsbeginn zur Wehrmacht eingezogen starb er am 28. Januar 1940 im Reservelazarett Düsseldorf.
Walther Lingens, politisch eher konservativ, aber parteilos, passte sich nach der Machtergreifung am 30. Januar 1933 durch die Nationalsozialisten rasch den neuen Gegebenheiten an und war darum bemüht, SA und SS bei ihren Aktionen tatkräftig zu unterstützen. Daher sahen die neuen Machthaber seine Versetzung auch zunächst nicht vordringlich und entbanden nur seinen Stellvertreter Oberregierungsrat Karl Winkler von seinen Aufgaben, worauf später dessen Entlassung folgte. Zu dieser Sicht auch passend, dass Lingens bereits kurze Zeit nach Amtsantritt für die politischen Gewalttaten ausnahmslos die Kommunisten verantwortete.
Während Göring am 17. Februar 1933 den Schießerlass herausgab, der in Verbindung mit deren nachfolgenden Ernennung der SA- und SS-Angehörigen zu Hilfspolizisten zur Stärkung der nationalen Verbände (SA, SS und Stahlhelm) beitrug, ließ Lingens in seiner Funktion als Polizeipräsident diesen Personengruppen Anfang März 1933 Polizeiausweise ausstellen. Die Hilfspolizisten traten in den Uniformen ihrer jeweiligen Organisation auf und trugen zudem eine weiße Armbinde mit dem Schriftzug Hilfspolizei. Weitgehend selbständig agierend unterstanden diese Einheiten formell dem Kommando der Schutzpolizei. Ihre politischen Aktivitäten jedoch waren auf die von der NSDAP und ihrem Sicherheitsdienst vorgegebene Ziele und nicht auf die Aufrechterhaltung der öffentlichen Ordnung gerichtet.
Dabei präsentierte sich Walther Lingens nach der NS-Machtergreifung als zuverlässiger Unterstützer der neuen Machthaber. Zeugnis davon legten zahlreiche Loyalitätsbekundungen ab, die er dem NS-Staat erwies, aber auch sein Umgang mit Untergebenen. „Grund für Lingens’ ostentative Nähe zum Nationalsozialismus war augenscheinlich die Schwäche seiner Position als Karrierebeamter. Mitgliedschaft und Funktionen in NS-Organisationen vermochten den Makel fehlender Parteizugehörigkeit nicht zu tilgen.“ Als er trotz dieser Schwäche den Versuch unternahm, dem Gesetz gegenüber den agierenden NS-Organisationen zum Recht zu verhelfen, erfolgte seitens der NSDAP-Parteiführung in Köln eine öffentliche Maßregelung. Ergänzend hierzu sorgte das Gaupresseamt dafür, dass Kölner Zeitungen am 18. Juli 1935 den Artikel Polizei und Bewegung. Engste Zusammenarbeit für den Nationalsozialismus abdruckten. Gegenstand des Artikels war der Bericht über eine Besprechung zwischen Partei- und Staatsvertretern, unter diesen SA-Brigadeführer Hoevel, der Leiter der preußischen politischen Polizei Rudolf Diels und Lingens, sowie sämtliche Offiziere der Schutzpolizei. Während Lingens dort noch eine „verstärkte Zusammenarbeit mit der Partei“ zusicherte, war seine Abberufung bereits beschlossen. Am 24. Juli schlug Diels, „um die ernsten Besorgnissen Anlass gebende augenblickliche Lage in Köln wieder zu beruhigen“ dem Reichsinnenminister, Wilhelm Frick auf Veranlassung von Josef Terboven und Josef Grohé die sofortige Ablösung von Lingens vor, der dieser fünf Tage darauf nachkam.

### Familie
Der Katholik Walther Lingens heiratete am 8. November 1906 in Düsseldorf in erster Ehe Eugenie Piedboeuf (geboren 22. August 1886 in Düsseldorf; gestorben 20. Juni 1917 ebenda), eine Tochter des Fabrikanten Louis Piedbœuf und dessen Ehefrau Louise Victoire Piedbœuf, geborene Dawans und in zweiter Ehe am 19. März 1925 in Berlin Margarete Peltzer (geboren 25. Oktober 1897 in Berlin), eine Tochter des Ministerialrats, Wirklichen Geheimen Oberregierungsrates und Vortragenden Rates im Landwirtschaftsministerium, Julius Peltzer (1854–1931) und dessen Ehefrau Clara Peltzer, geborene Driessen (1859–1918).